# Celeste Weitzel
Celeste Weitzel (La Plata, 21 de febrero de 1977) es una arqueóloga argentina, especializada en tecnología lítica.  Es investigadora adjunta del CONICET, con lugar de trabajo en el Área de Arqueología y Antropología del Área de Museos de Necochea. Tiene más de 30 trabajos publicados.

## Biografía

### Formación
Recibió el título de grado Licenciada en Antropología de la Facultad de Ciencia Naturales y Museo por la Universidad Nacional de La Plata el 22 de diciembre de 2004. Luego, en julio de 2010 recibió el título de posgrado Doctora de la Universidad de Buenos Aires Área Arqueología de la Facultad de Filosofía y Letras por la Universidad de Buenos Aires. Asimismo, es investigadora adjunta en el CONICET, con lugar de trabajo en el Área de Arqueología y Antropología del Área de Museos de Necochea. Su tema de tesis se enfocó en la identificación de las causas de rotura de los artefactos líticos formatizados por talla. Realizó su doctorado con becas ANPCyT y CONICET. Su tesis y sus becas fueron dirigidas por Nora Flegenheimer y María Isabel González. Nora fue su directora postdoctoral y como Investigadora asistente de CONICET.

### Carrera profesional
Actualmente es investigadora adjunta. Luego de haber realizado su doctorado, siguió desarrollando su carrera en CONICET, con lugar de trabajo en el Área de Arqueología y Antropología del Área de Museos de Necochea. Tiene un total de al menos 34 trabajos publicados, de los cuales una gran parte ha sido realizada en conjunto con otros investigadores (entre quienes destacan  Hernán De Angelis, Karen Borrazzo, Salomón Hocsman, Jorge G. Martínez, Romina Frontini, Darío Hermo, Natalia Mazzia y Nora Flegenheimer). 
Ha publicado numerosos artículos  en revistas, tales como PaleoAmerica, Lithic Technology, Intersecciones en Antropología, Relaciones Revista del Museo de Antropología (FFyH, UNC). Es miembro de comité editorial de la  Revista Arqueología (FFyL, UBA), entre otras.
Ha participado en charlas con fines de extensión, como la charla “ Nuevas historias, viejos problemas. Tecnología, prácticas y fragmentos en la pampa bonaerense”, en el MUNT.Ha realizado numerosas actividades de comunicación pública de la ciencia junto con su equipo de trabajo del AyA y junto a otros equipos. Entre ellos se cuentan talleres para escuelas primarias, secundarias y jardines de infantes; exposiciones fotográficas; charlas públicas; participación en programas de radio, entre otras.
Para las investigaciones relacionadas con su tema de tesis, desarrolló estudios experimentales que han sido utilizados para explorar diversas problemáticas, principalmente tafonomía lítica. Sus investigaciones, que comenzaron con el estudio de las fracturas de artefactos líticos, se han diversificado para abarcar el estudio de las puntas de proyectil cola de pescado, la tecnología lítica pampeana, los estudios de canteras y talleres líticos y el poblamiento temprano de la región pampeana. 

Con respecto a su especialidad y la forma de abordaje, Celeste dice: 

"Mi especialidad es la tecnología lítica y el abordaje que tomamos como equipo se fundamenta en una perspectiva social de su estudio."

## Publicaciones

### Estudios[3]
- Assessing Fishtail points distribution in the southern Cone (con Errata)
- Cine documental y arqueología, una forma de contar el pasado
- Fishtail points from the Pampas of South America: Their variability and life histories
- De usos y recursos. Análisis funcional y de sustancias grasas mediante cromatografía gaseosas sobre artefactos líticos tallados
- Landscape and Rocks in the East-Central Portion of the Tandilia Range (Buenos Aires Province, Argentina)
- Miniature points in an exceptional early South American context
- Trampling Fragmentation Potential of lithic artifacts: An experimental approach
- Breakage Patterns on Fishtail Projectile Points: Experimental and Archaeological Cases
- Los cabezales líticos de la microrregión del río Salado bonaerense, Argentina. Diseños e historias de vida
- REPLANTEO DE LA DIVULGACIÓN CIENTÍFICA COMO PRODUCTO FINAL: UNA PROPUESTA DE PARTICIPACIÓN PARA LA REVALORIZACIÓN DEL PATRIMONIO
- Borrazzo, K y C. Weitzel (Eds.) Taphonomic approaches to the archaeological record
- Cuentan los fragmentos: Clasificación y causas de fractura de artefactos formatizados por talla
- TÉCNICAS Y DECISIONES SOCIALES PARA EL EMPLEO DE LAS ROCAS. NUEVOS DATOS PARA LA GUILLERMA 5 (ÁREA DEL RÍO SALADO, REGIÓN PAMPEANA)
- Experimentos y percepciones del pasado: entrevista con el Dr. Bruce Bradley
- El estudio de los artefactos formatizados fracturados. Contribución a la comprensión del registro arqueológico y las actividades humanas. Unpublished PhD Dissertation
- Rotura intencional de artefactos líticos formatizados en la Región Pampeana bonaerense
- Broken Stone Tools from Cerro El Sombrero Cima (Tandilia Range, Argentina)
- La arqueología en el aula
- UNA PROPUESTA ANALÍTICA Y CLASIFICATORIA PARA LAS FRACTURAS EN ARTEFACTOS LÍTICOS FORMATIZADOS POR TALLA
- Early-Holocene Human Skeletal Remains from the Argentinean Pampas
- FRACTURAS EN ARTEFACTOS LÍTICOS: UNA PROPUESTA PARA SU ANÁLISIS E INTERPRETACIÓN
- Cerro El Sombrero, Argentina: Fractured Stones on a Flat Hilltop
- Caminar sobre piedras: los artefactos fracturados de Cerro El Sombrero
- ¿Qué hacemos con los fragmentos? Un experimento en fractura de artefactos líticos tallados

### Proyectos[3]
- Trampling fragmentation potential on lithics
- Fishtail points